# Cosmoconus arcticus
Cosmoconus arcticus là một loài tò vò trong họ Ichneumonidae.